# Фонвьей (Франция)
Фонвьей (фр. Fontvieille) — коммуна на юго-востоке Франции в регионе Прованс — Альпы — Лазурный Берег, департамент Буш-дю-Рон, округ Арль, кантон Салон-де-Прованс-1.
Площадь коммуны — 40,18 км², население — 3417 человек (2006) с тенденцией к стабилизации: 3653 человека (2012), плотность населения — 90,9 чел/км².

## История
Городская община (коммуна) Фонвьей возникла в 1790 году в результате выхода её из городской общины соседнего Арля. Фонвьей расположен в южной части Франции и входит в состав кантона Восточный Арль (Arles-Est) департамента Буш-дю-Рон в регионе Прованс — Альпы — Лазурный берег. Город лежит слева от Роны, на краю Альпилии («Маленькие Альпы» высотой до 400 метров над уровнем моря), в 8 километрах к северо-востоку от Арля.

## Население
В 2006 году численность населения составила 3417 человек. Плотность населения — 85 чел./км². Население коммуны в 2011 году составляло 3670 человек, а в 2012 году — 3653 человека.
| 1962 | 1968 | 1975 | 1982 | 1990 | 1999 | 2004 | 2006 | 2009 | 2011 | 2012 |
| ---- | ---- | ---- | ---- | ---- | ---- | ---- | ---- | ---- | ---- | ---- |
| 2388 | 2440 | 2935 | 3374 | 3642 | 3431 | 3362 | 3417 | 3594 | 3670 | 3653 |

Динамика населения:

## Экономика
Окрестности Фонвьея знамениты производимым здесь превосходным оливковым маслом.
В 2010 году из 2192 человек трудоспособного возраста (от 15 до 64 лет) 1541 были экономически активными, 651 — неактивными (показатель активности 70,3 %, в 1999 году — 71,1 %). Из 1541 активных трудоспособных жителей работали 1368 человек (721 мужчина и 647 женщин), 173 числились безработными (70 мужчин и 103 женщины). Среди 651 трудоспособных неактивных граждан 155 были учениками либо студентами, 287 — пенсионерами, а ещё 209 — были неактивны в силу других причин.
На протяжении 2010 года в коммуне числилось 1662 облагаемых налогом домохозяйства, в которых проживало 3514,5 человека. При этом медиана доходов составила 19 тысяч 741 евро на одного налогоплательщика.

## Достопримечательности (фотогалерея)
Южнее города, на невысоком холме находится ветряная мельница Мулен Альфонс Доде, в которой в наше время располагается музей. Согласно преданию, эту мельницу купил и продолжительное время жил в ней известный французский писатель А. Доде. Мельница была построена в 1814 и молола зерно вплоть до 1915 года. Мулен Альфонс Доде — единственная из сохранившихся башенных ветряных мельниц в округе.

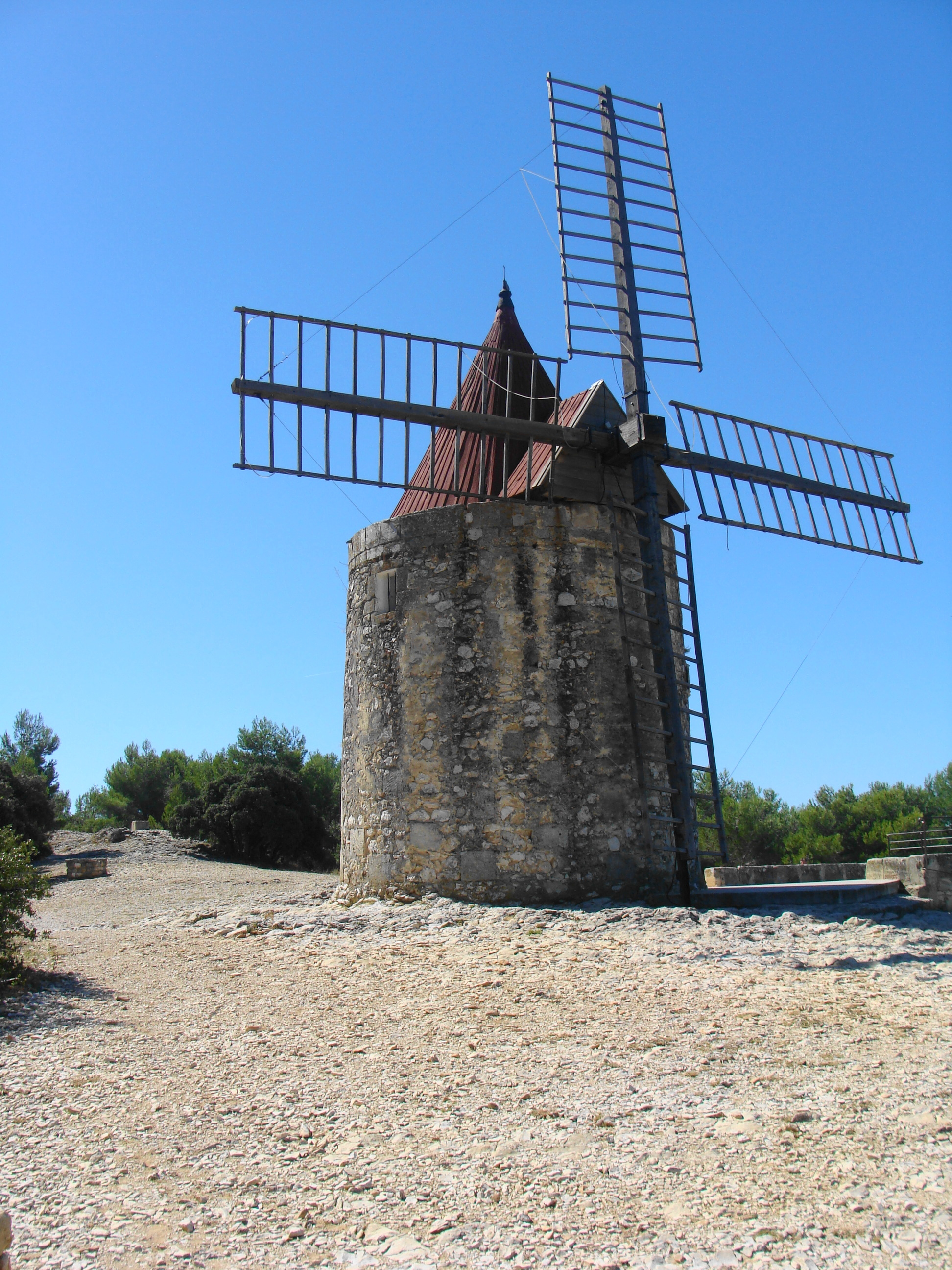
Ветряная мельница Мулен Альфонс Доде
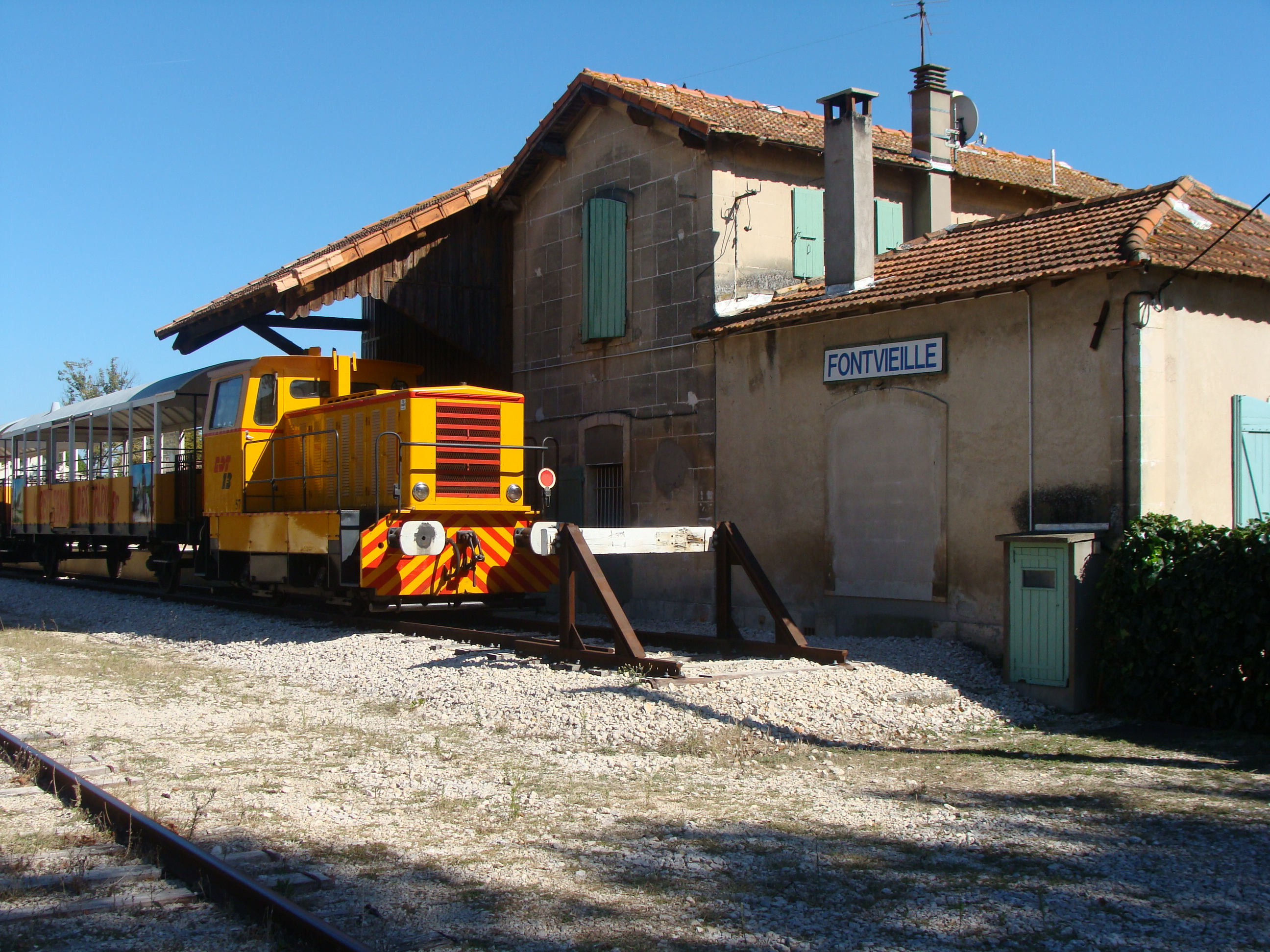
Железнодорожная станция
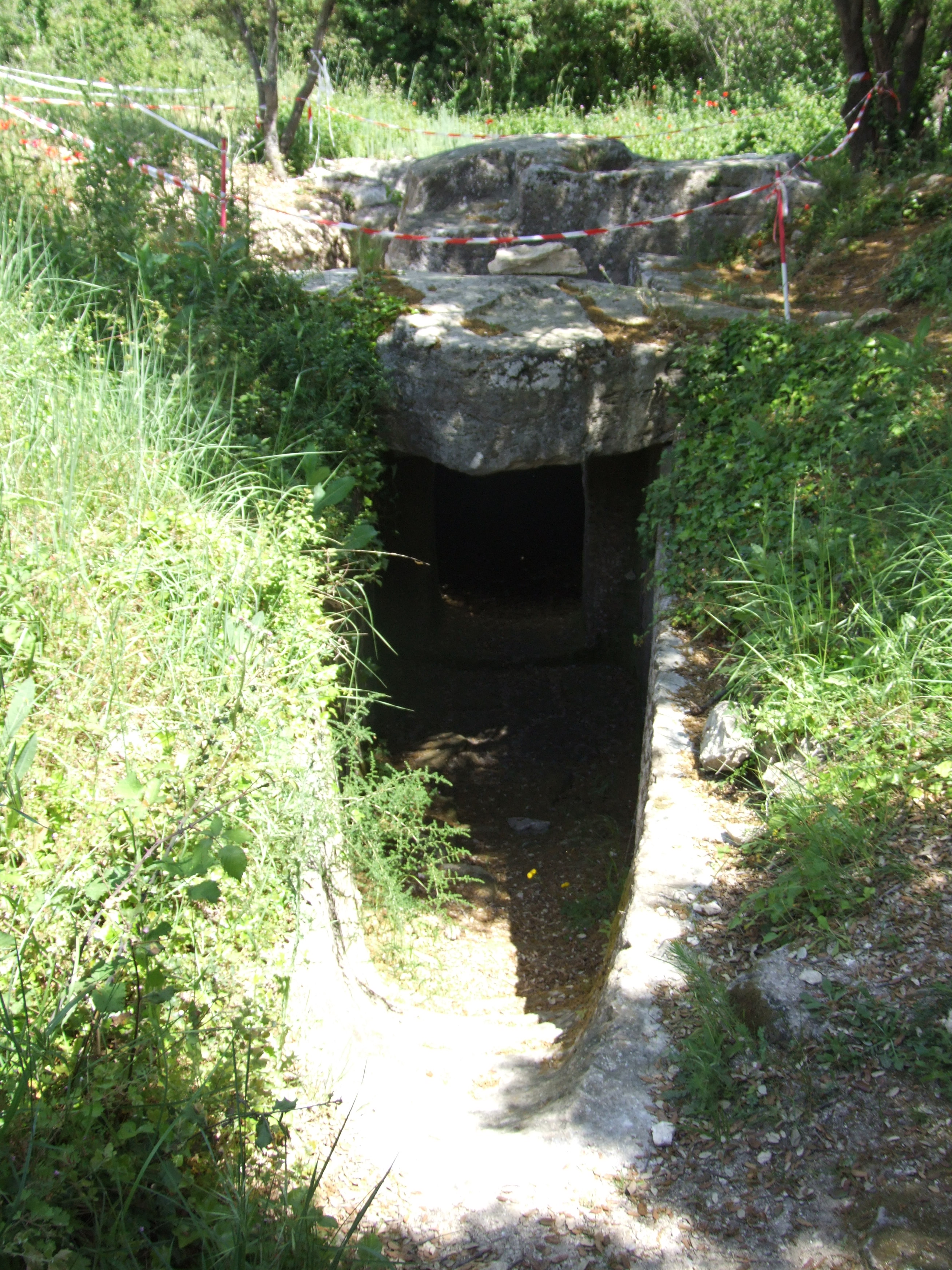
Подземный ход
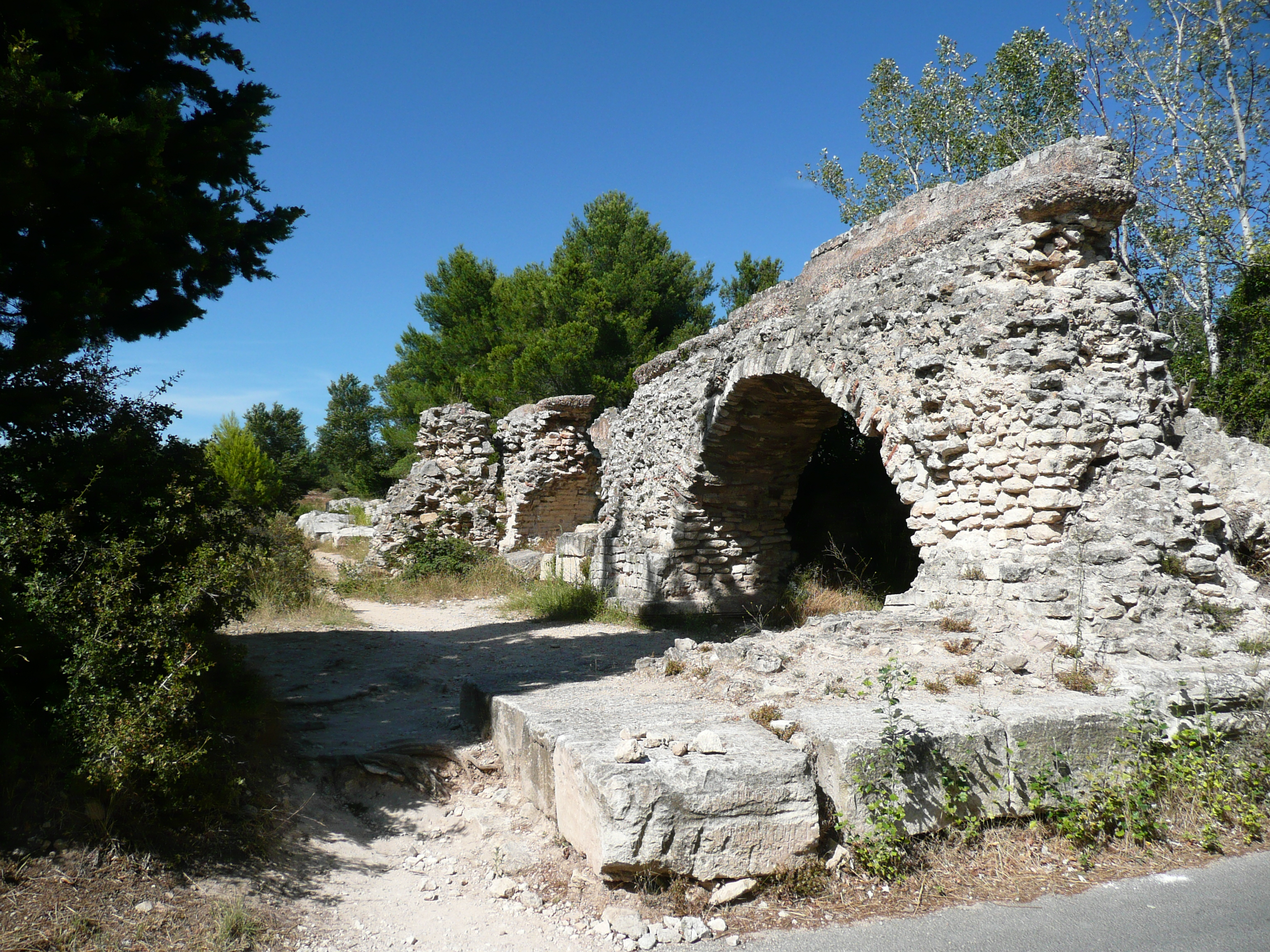
Руины акведука
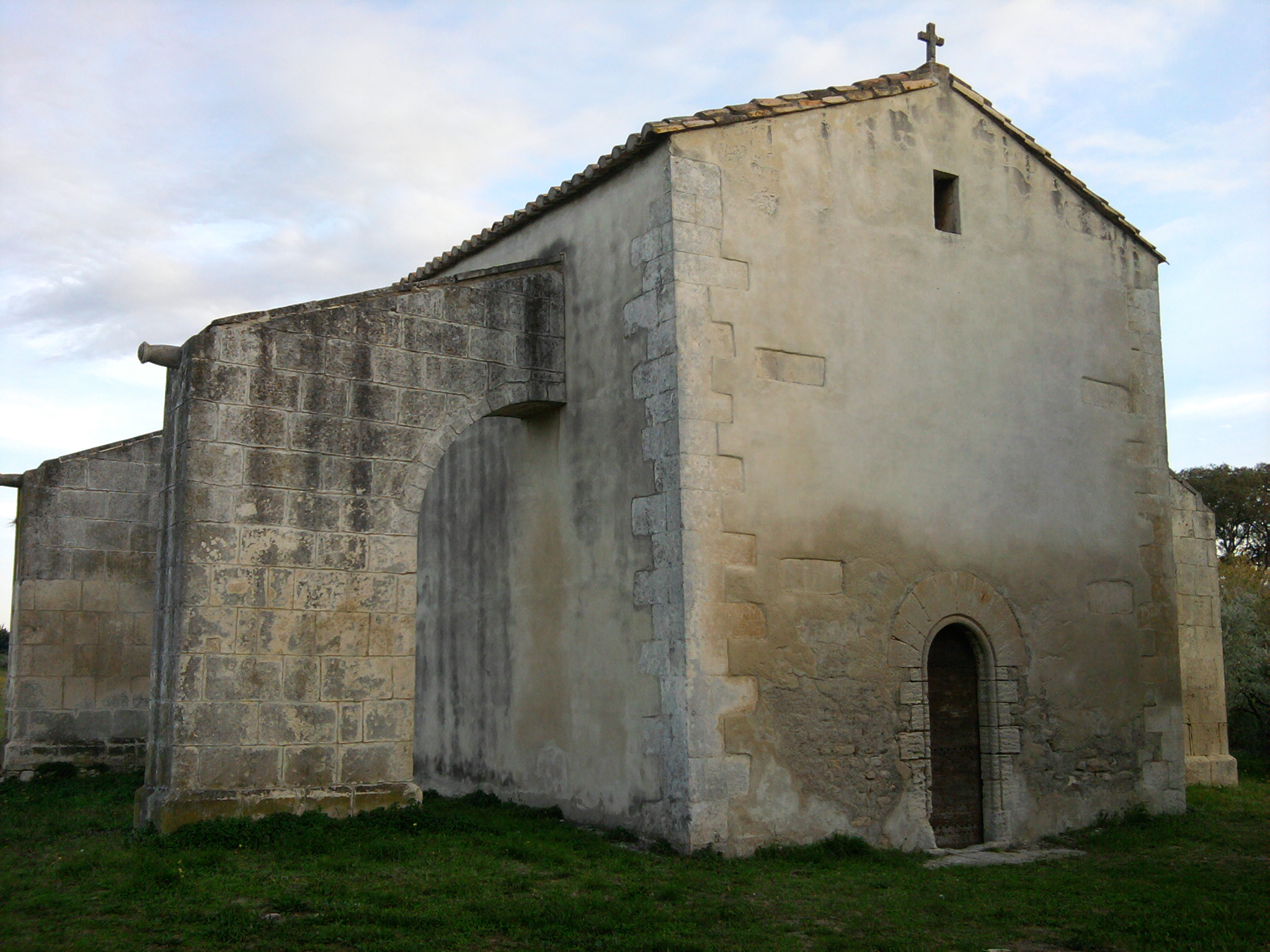
Церковь